# De wereld van gisteren
De wereld van gisteren (Duits: Die Welt von Gestern), met als ondertitel "Herinneringen van een Europeaan", is een autobiografisch werk van de Oostenrijkse schrijver Stefan Zweig. Zweig werkte vooral aan het boek tijdens de laatste jaren (1939-1941) van zijn ballingschap in Brazilië en legde de laatste hand aan zijn werk de dag voor zijn zelfmoord in februari 1942. Het boek verscheen postuum datzelfde jaar.

## Over het werk
In het boek werpt Zweig zijn persoonlijke blik op de cultuur van het vooroorlogse Europa, met de focus op Oostenrijk-Hongarije en meer specifiek op Wenen. Vanuit een ik-perspectief beschrijft hij niet alleen de toenmalige cultuur, maar ook de mode, het leven van de jeugd, het onderwijs, de seksuele moraal en de algemene waarden van de samenleving.

## Nederlandse vertalingen
Het werk verscheen in 1948 in het Nederlands in een vertaling van Frederik Wilhelm van Heerikhuizen.
Willem van Toorn bezorgde in 1990 een nieuwe vertaling, die regelmatig is herdrukt.